# 瓦爾濟納河
瓦爾濟納河是俄羅斯的河流，位於摩爾曼斯克州內科拉半島北部，發源自海拔224米的耶諾澤羅湖，最終注入巴倫支海，河道全長32公里、流域面积1,450平方公里，河水主要來自融雪和雨水。